# Stamsund
Stamsund är en tätort och ett fiskeläge i Vestvågøy kommun i Nordland fylke i norra Norge. Orten är belägen på sydsidan av ön Vestvågøya i ögruppen Lofoten.
Stamsund byggdes upp, mellan fjäll och hav, i början av 1900-talet och bakom det hela låg den så kallade "tsaren" J.M. Johansen. Han såg också till att Stamsund fick en modern kajanläggning, vilket gjorde att Hurtigruten började göra uppehåll här. Fortfarande är Stamsund en av Hurtigrutens anlöpshamnar.
Här, liksom överallt på Lofoten, är fisket en huvudnäring. Turismen är också en viktig näring och här finns flera så kallade rorbuer, tidigare bostäder för fiskarna, numera ombyggda till fritidsbostäder eller gästrum.
I Stamsund finns flera konstgallerier och även ett krigsminnesmuseum.